# Thomas-Charles Naudet
Pour les articles homonymes, voir Naudet.
Thomas-Charles Naudet né le 30 novembre 1773 à Paris, ville où il est mort le 14 juillet 1810, est un peintre et graveur français.

## Biographie
Thomas-Charles Naudet est le fils du sieur Naudet, dit « Naudet père », graveur et marchand d'estampes établi à Paris, « au colonnade du Louvre », peut-être dès avant 1780, qui signait ses productions au dos des épreuves. Thomas-Charles a par ailleurs une sœur, Caroline (1775-1839), également graveuse et marchande d'estampes, qui vécut à Paris quai Voltaire. Il ne faut pas confondre les travaux du père et ceux de ses deux enfants,.
Thomas-Charles Naudet est dit élève du peintre Hubert Robert et très influencé par Jean-Jacques de Boissieu ; il produit des dessins, des gouaches, des aquarelles, des pastels et une cinquantaine d'eaux-fortes,.
Sous le nom de « Charles Naudet », Thomas-Charles apparaît au Salon en 1795 et 1798, présentant des gouaches paysagières inspirées de la Normandie et de Paris ; son adresse mentionne la rue des Prêtres-Saint-Germain-l'Auxerrois, non loin de la boutique paternelle. Sa présence au Salon est également attestée en 1799, 1808 et, à titre posthume, en 1810 ; il y envoie des paysages inspirés de l'Italie et quelques grande images historiques de la Révolution et de l'Empire.
Naudet fournit des planches pour la Description du Département de l'Oise, album coordonné par le préfet Jacques Cambry en 1803.
Vers 1805, Naudet accompagne son ami le naturaliste danois Tønnes Christian Bruun-Neergaard (1776-1824) lors de voyages à travers l'Italie, l'Espagne, l'Allemagne et la Suisse et produit près de 3 000 vues en compagnie de Louis-François Cassas. En 1806, il séjourne avec son ami Ingres à Rome à la villa Médicis grâce à une bourse de l'Académie des beaux-arts. 
Selon Beraldi, il devient ensuite à Paris marchand et imprimeur d'estampes, signant « Th. C. Naudet », entre 1807 et 1810, date de sa mort. En 1811, Bruun-Neergaard publie à Paris une notice nécrologique laudative sur Naudet.

## Collections publiques
- Beauvais, MUDO - Musée de l'Oise.
- Paris :
  - Bibliothèque nationale de France ;
  - musée Carnavalet.